# Istobensk

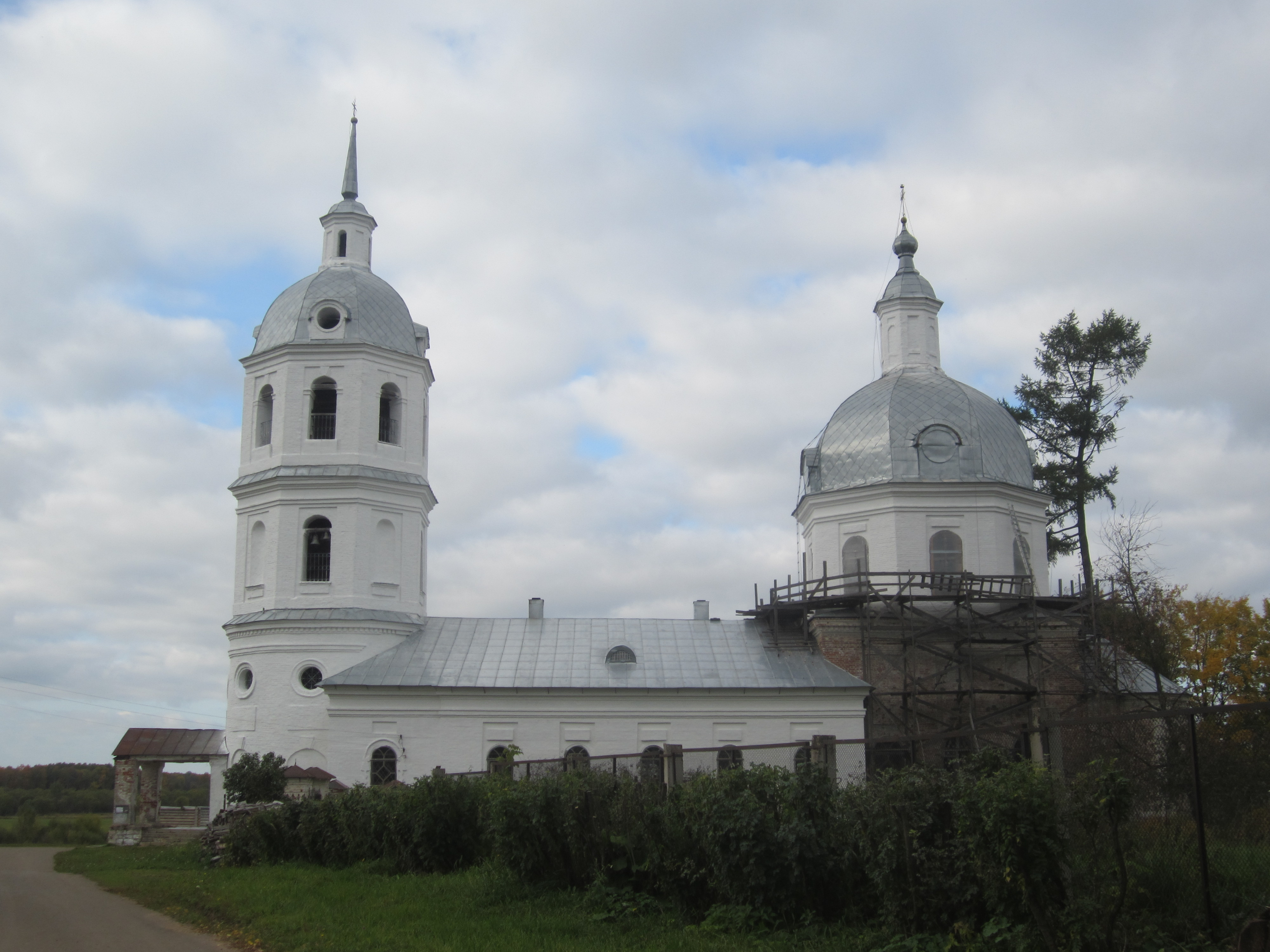
Église de l'ancien monastère d'Istobensk.

Istobensk (Истобенск) est un village de Russie du raïon d'Oritchi, dépendant de l'oblast de Kirov. Il est connu dans tout le pays grâce au nom d'une race bovine homonyme originaire des environs, l'istobensk, fameuse pour sa production laitière.

## Histoire
Le village est mentionné dans les manuscrits à partir du XVIIe siècle ; à l'époque il appartient au monastère de la Sainte-Trinité d'Istobensk (fondé en 1609 et supprimé en 1726). Son nom vient du vieux-russe « istba », ou « istoba », qui signifie maison de rondins de bois, d'où ensuite le mot « isba ».
Le village est connu aussi pour sa production de concombres.

## Population
Sa population était de 570 habitants en 2010.

## Personnalités
- Arkadi Rylov (1870-1939), peintre, graveur, paysagiste, né à Istobensk